# Statolatrie
Statolatrie is een samentrekking van idolatrie en staat. De term verscheen voor het eerst in de Doctrine van het fascisme, geschreven door Giovanni Gentile en in 1932 gepubliceerd uit naam van Benito Mussolini. Datzelfde jaar vaardigde paus Pius XI de encycliek Non Abbiamo Bisogno uit waarin hij het fascistische Italië bekritiseerde omdat het land "een heidense staatsverering" in gang had gezet. Hiervoor gebruikte hij de term "statolatrie"..
De term werd in 1944 uitgelegd door de Oostenrijkse econoom, filosoof en libertariër Ludwig von Mises in zijn boek Omnipotent Government; Statolatrie is letterlijk verering van de Staat, analoog aan idolatrie dat afgodendienst betekent. Het beweert dat de verheerlijking van "Staat" of "Natie" ten koste van alles zou moeten gaan, zelfs als dat de persoonlijke welvaart en het vrijdenken tegengaat. Het uitbreiden van de macht en invloed van iemands Staat zou nagestreefd moeten worden, indien nodig door middel van agressieve oorlogsvoering en kolonialistische aspiraties (zoals imperialisme). Statolatrie is veel sterker dan patriottisme, dat erkent dat andere volkeren recht op zelfontplooiing hebben. De beste beschrijving van statolatrie is superpatriottisme of nationalistisch chauvinisme.

## Voetnoten
1. ↑  Pauselijke encycliek van 29 juni 1931